# 本楯站

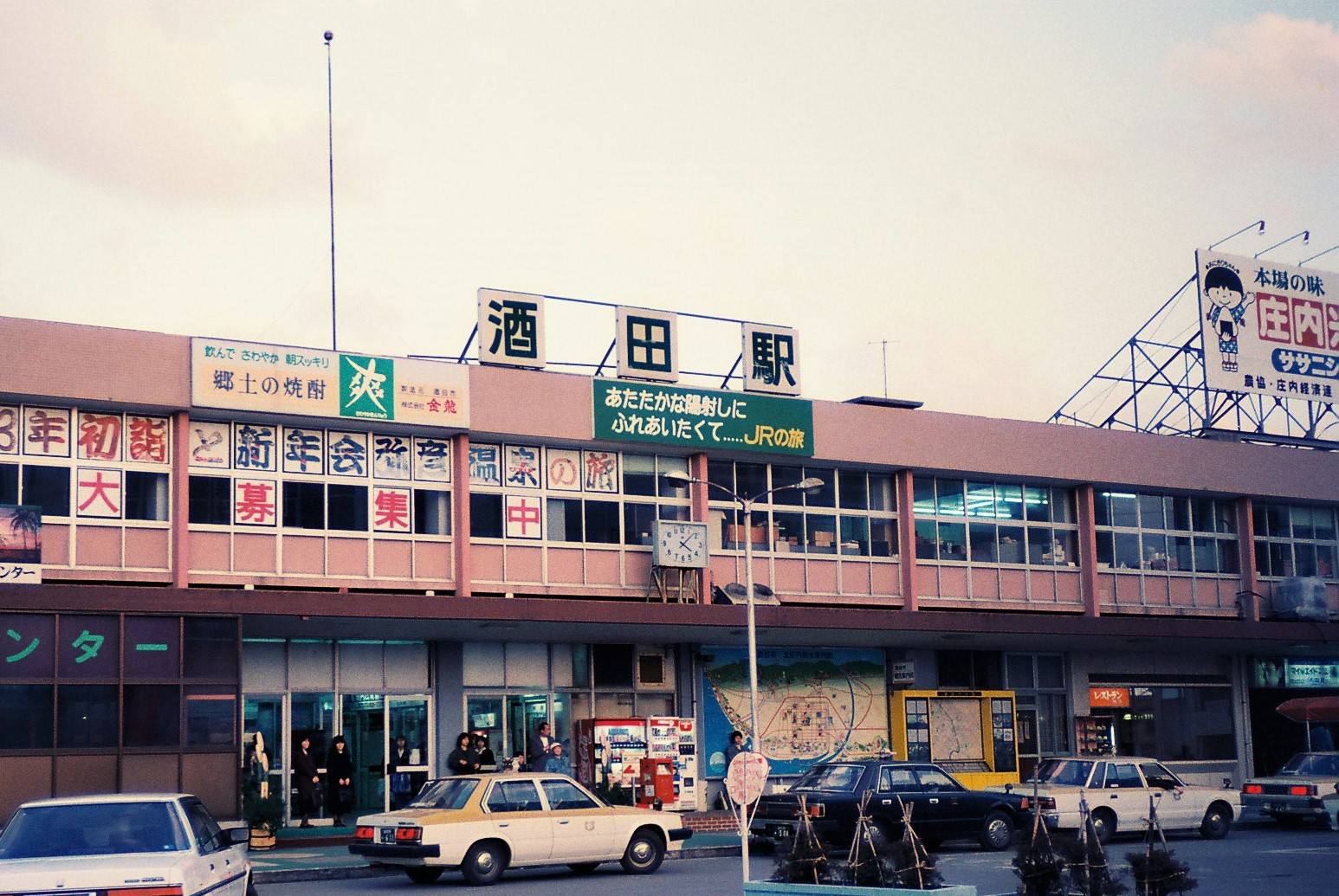
1987年的車站大樓

本楯站（日语：／ Mototate eki */?）是位於山形縣酒田市本楯字通傳8番，東日本旅客鐵道（JR東日本）的羽越本線車站。
此站往南鳥海方向是由秋田分社管轄，而酒田站往新津方向是由新潟分社管轄。

## 歷史
- 1919年（大正8年）12月5日：陸羽西線酒田站至遊佐站之間開業，此站啟用。
- 1924年（大正13年）4月20日：陸羽西線鼠關站至羽後岩谷站之間編入至羽越線。
- 1925年（大正14年）11月20日：隨著支線與赤谷線啟用，羽越線改名為羽越本線。
- 1981年（昭和56年）10月15日：成為簡易委託車站[1]。
- 1987年（昭和62年）4月1日：伴隨國鐵分割民營化，車站由東日本旅客鐵道（JR東日本）營運。
- 2006年（平成18年）8月：車站大樓重建。
- 2010年（平成22年）4月1日：管理站由象潟站改為羽後本莊站。
- 2014年（平成26年）4月1日：成為無人車站。

## 車站構造
車站是一座地面車站，設有2面2線的單式月台。各月台之間設有跨線橋連接。
此站是由羽後本莊站管理的無人車站。在2014年3月31日前，此站為簡易委託車站，由委託酒田市負責車站業務，在櫃臺可販賣常備票。車站大樓曾經設有事務室和已關閉的售票櫃臺。2006年，在重建大樓時廁所被撤走，再沒有設置廁所。

### 月台
| 月台 | 路線      | 上下行 | 方向     |
| ---- | --------- | ------ | -------- |
| 1    | ■羽越本線 | 上行   | 酒田方向 |
| 2    | ■羽越本線 | 下行   | 秋田方向 |

參考

## 使用狀況
以下為2000年度（平成12年度）- 2012年度（平成24年度）的1日平均乘車人次：
| 年度               | 1日平均 乘車人次 | 參考資料        |
| ------------------ | ---------------- | --------------- |
| 2000年（平成12年） | 68               | [ 利用客数 1 ]  |
| 2001年（平成13年） | 61               | [ 利用客数 2 ]  |
| 2002年（平成14年） | 51               | [ 利用客数 3 ]  |
| 2003年（平成15年） | 51               | [ 利用客数 4 ]  |
| 2004年（平成16年） | 56               | [ 利用客数 5 ]  |
| 2005年（平成17年） | 52               | [ 利用客数 6 ]  |
| 2006年（平成18年） | 43               | [ 利用客数 7 ]  |
| 2007年（平成19年） | 42               | [ 利用客数 8 ]  |
| 2008年（平成20年） | 45               | [ 利用客数 9 ]  |
| 2009年（平成21年） | 42               | [ 利用客数 10 ] |
| 2010年（平成22年） | 30               | [ 利用客数 11 ] |
| 2011年（平成23年） | 39               | [ 利用客数 12 ] |
| 2012年（平成24年） | 44               | [ 利用客数 13 ] |

## 車站周邊
- JA（日语：農業協同組合）庄內綠酒田北分店
- 本楯郵局
- 山形縣道206号本楯停車場線

## 相鄰車站
東日本旅客鐵道
■羽越本線
酒田－本楯－南鳥海

## 注腳

### 使用狀況
1. ↑  . 東日本旅客鉄道.   [2019-02-27]. （原始内容存档于2017-08-08） （日语）.
2. ↑  . 東日本旅客鉄道.   [2019-02-27]. （原始内容存档于2019-04-02） （日语）.
3. ↑  . 東日本旅客鉄道.   [2019-02-27]. （原始内容存档于2019-04-02） （日语）.
4. ↑  . 東日本旅客鉄道.   [2019-02-27]. （原始内容存档于2019-04-02） （日语）.
5. ↑  . 東日本旅客鉄道.   [2019-02-27]. （原始内容存档于2019-04-02） （日语）.
6. ↑  . 東日本旅客鉄道.   [2019-02-27]. （原始内容存档于2017-08-08） （日语）.
7. ↑  . 東日本旅客鉄道.   [2019-02-27]. （原始内容存档于2019-03-27） （日语）.
8. ↑  . 東日本旅客鉄道.   [2019-02-27]. （原始内容存档于2017-08-08） （日语）.
9. ↑  . 東日本旅客鉄道.   [2019-02-27]. （原始内容存档于2019-04-02） （日语）.
10. ↑  . 東日本旅客鉄道.   [2019-02-27]. （原始内容存档于2019-04-02） （日语）.
11. ↑  . 東日本旅客鉄道.   [2019-02-27]. （原始内容存档于2016-03-27） （日语）.
12. ↑  . 東日本旅客鉄道.   [2019-02-27]. （原始内容存档于2019-03-26） （日语）.
13. ↑  . 東日本旅客鉄道.   [2019-02-27]. （原始内容存档于2019-04-02） （日语）.

## 外部連結
- 車站資訊（本楯）：東日本旅客鐵道（日語）